# Сан-Бенту-ду-Сул
Сан-Бенту-ду-Сул (порт. São Bento do Sul) — город в Бразилии, расположенный в штате Санта-Катарина. Основан 23 сентября 1873 года переселенцами из города Жоинвиль. Население — 76 604 человек. Мэр города — Фернанду Маллон. В городе существует производство мебели. Присутствует довольно сильное влияние немецкой культуры.
Входит в экономико-статистический микрорегион Сан-Бенту-ду-Сул. Население составляет 76 604 человека на 2006 год. Занимает площадь 495,578 км². Плотность населения — 154,6 чел./км².

## История
Город основан 23 сентября 1873 года.

## Статистика
- Валовой внутренний продукт на 2003 составляет 1.065.003.313,00 реалов (данные: Бразильский институт географии и статистики).
- Валовой внутренний продукт на душу населения на 2003 составляет 14.898,69 реалов (данные: Бразильский институт географии и статистики).
- Индекс развития человеческого потенциала на 2000 составляет 0,838 (данные: Программа развития ООН).

## Примечания

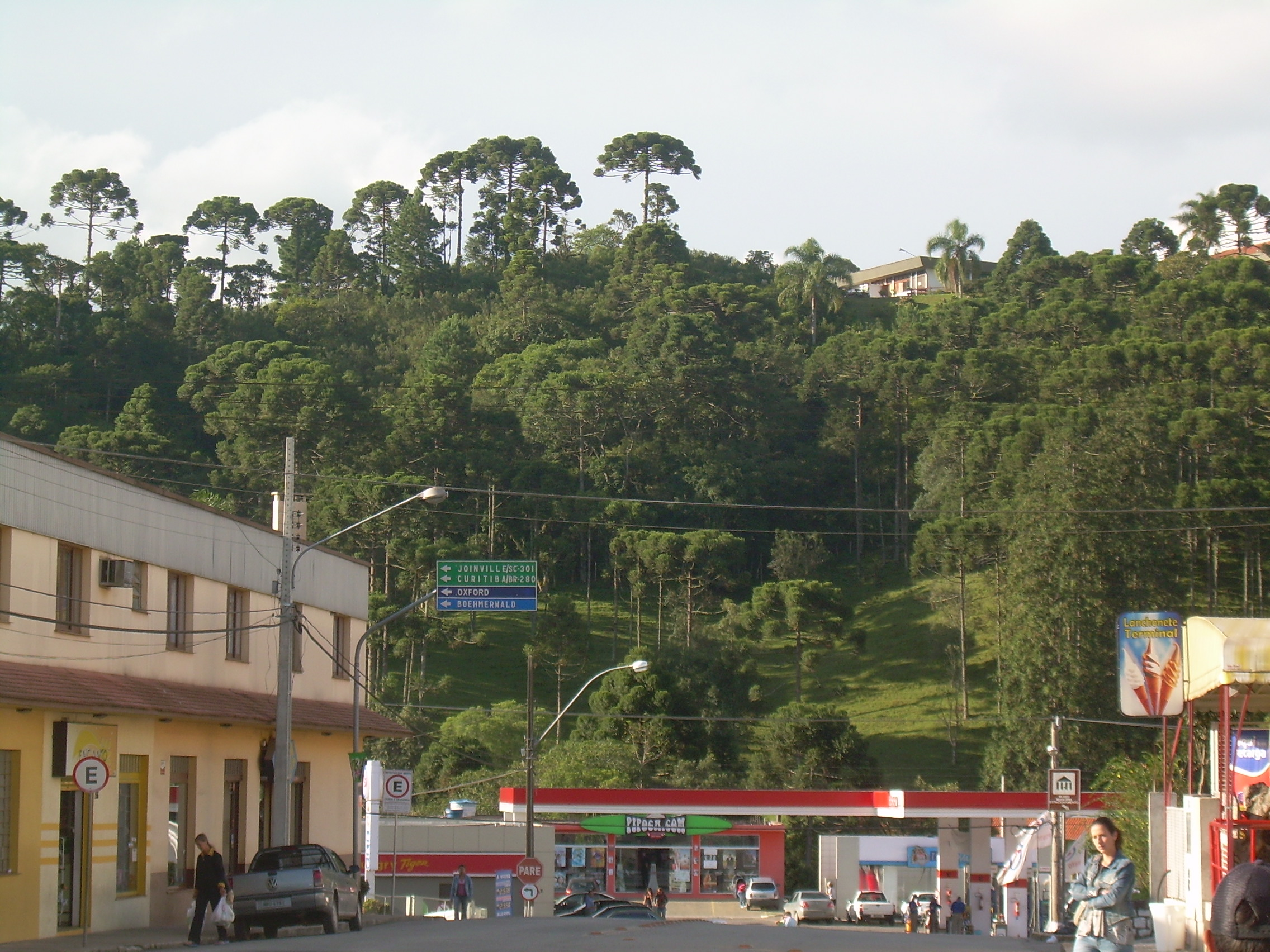

## География
Климат местности: умеренный.